# Пиатра Олт (Олт)
Пиатра Олт (рум. Piatra Olt) насеље је у Румунији у округу Олт у општини Пиатра-Олт. Oпштина се налази на надморској висини од 132 m.

## Становништво
Према подацима из 2011. године у насељу је живело 6313 становника.